# السا ژوبرت
السابه آنتوانت موری ژوبرت (زاده ۱۹ اکتبر ۱۹۲۲ – درگذشته ۱۴ ژوئن ۲۰۲۰) نویسنده‌ای آفریقای جنوبی و از اعضای جنبش ادبی سستیگرز (Sestigers) بود. او با رمان سفر طولانی پاپی نونگنا (Die swerfjare van Poppie Nongena) که به ۱۳ زبان ترجمه شد، شهرت یافت. این اثر بعدها به صورت نمایشنامه اجرا و با عنوان پاپی نونگنا به فیلم سینمایی تبدیل شد.

## اوایل زندگی و پیشه
السا ژوبرت در شهر کیپ پارل متولد شد و دوران کودکی خود را در همان‌جا سپری کرد. او در سال ۱۹۳۹ در مدرسه دخترانه لاروشل در پارل تحصیل کرد و سپس وارد دانشگاه استلنبوش شد. ژوبرت در سال ۱۹۴۲ مدرک کارشناسی هنر خود را دریافت کرد و در سال ۱۹۴۴ تحصیلات خود را با گذراندن دوره آموزش متوسطه تکمیل کرد. او در سال ۱۹۴۵، کارشناسی ارشد در ادبیات هلندی-آفریکانس را اخذ کرد.
پس از فارغ‌التحصیلی، ژوبرت در دبیرستان دخترانه هور مایسیسکول در شهر کرادوک تدریس کرد. او سپس به عنوان سردبیر صفحات زنان مجله هویس‌خنوت (Huisgenoot)، یک مجله معروف خانوادگی آفریقای جنوبی، فعالیت کرد. ژوبرت از سال ۱۹۴۶ تا ۱۹۴۸ در این سمت بود و پس از آن، به صورت تمام‌وقت به نویسندگی روی آورد. او سفرهای گسترده‌ای به نقاط مختلف آفریقا داشت، از جمله اوگاندا، قاهره، موزامبیک، موریس، رئونیون، ماداگاسکار و آنگولا. همچنین، از اندونزی نیز دیدن کرد.
در سال ۱۹۵۰، ژوبرت با کلاس استایتلر، روزنامه‌نگار و نویسنده، ازدواج کرد. استایتلر بعدها به عنوان ناشر نیز فعالیت داشت و در سال ۱۹۹۸ درگذشت. آن‌ها سه فرزند، دو دختر و یک پسر داشتند و در منطقه اورانژیخت در کیپ‌تاون زندگی می‌کردند.
او در ۱۴ ژوئن ۲۰۲۰، در جریان همه‌گیری کووید-۱۹، به دلیل عوارض ناشی از این بیماری در کیپ‌تاون درگذشت. در ماه مه ۲۰۲۰، در بحبوحه همه‌گیری، او نامه‌ای سرگشاده نوشت و خواستار کاهش محدودیت‌های کرونایی شد تا ساکنان مراکز مراقبتی بتوانند اعضای خانواده خود را ملاقات کنند. در بخشی از این نامه آمده است:
ما در هفته‌ها و ماه‌های پایانی زندگی‌مان هستیم و در حالی که در خانه‌ها یا مراکز مراقبتی زندگی می‌کنیم، هرچند که این مکان‌ها فوق‌العاده باشند، کاملاً از عزیزان‌مان جدا شده‌ایم.

## جوایز
- عضویت در انجمن سلطنتی ادبیات بریتانیا
- دکترای افتخاری از دانشگاه استلنبوش (۲۰۰۱)
- جایزه یوژن مارا برای رمان ما منتظر کاپیتان هستیم (۱۹۶۴)
- جایزه CNA برای رمان "بونگا" (۱۹۷۱)
- جایزه WA Hofmeyr برای رمان پاپی نونگنا (۱۹۷۹)
- جایزه WA Hofmeyr و جایزه هرتزوگ برای رمان سفر ایزوبل
- جایزه لوئیس لویت و جایزه CNA (۱۹۹۷)
- جایزه یادبود وینیفرد هالتبی از انجمن سلطنتی ادبیات بریتانیا برای رمان "پاپی نونگنا (۱۹۸۰)[۵]
- جایزه اولیویه برای بهترین نمایشنامه (لندن)
- جایزه اوبی برای بهترین فیلمنامه (نیویورک)
- جایزه هرتزوگ برای نثر (۱۹۹۸)[۶]

## فهرست آثار

### سفرنامه‌ها
- آب و بیابان (Water en woestyn) – اوگاندا و قاهره (۱۹۵۷)
- سفر دوردست (Die verste reis) – اروپای غربی (۱۹۵۹)
- جنوب باد (Suid van die wind) – ماداگاسکار (۱۹۶۲)
- عصای مونوموتاپا(Die staf van Monomotapa) – موزامبیک (۱۹۶۴)
- سیاحت در سرزمین پاییز (Swerwer in die Herfsland) – اروپای شرقی (۱۹۶۸)
- آفریقایی نوین (Die nuwe Afrikaan) – آنگولا (۱۹۷۴)
- کمربند زمرد (Gordel van Smaragd) – اندونزی (۱۹۹۷)

### رمان و داستان کوتاه
- ما منتظر کاپیتان هستیم(Ons wag op die kaptein) – ۱۹۶۳
- پُل والر (Die Wahlerbrug) – ۱۹۶۹
- بونگا (Bonga) – ۱۹۷۱
- سفر طولانی پاپی نونگنا (Die swerfjare van Poppie Nongena) – ۱۹۷۸
- مُلک (Melk) – داستان‌های کوتاه (۱۹۸۰)
- آخرین یکشنبه (Die laaste Sondag) – ۱۹۸۳
- پاپی – نمایشنامه (Poppie – die drama) – نویسنده همکار: ساندرا کوتزه (۱۹۸۴)
- چهار دوست (Die vier vriende) – ۱۹۸۵ (کتاب کودکان)
- مبلغان (Missionaris) – ۱۹۸۸
- دانسمات (Dansmat) – داستان‌های کوتاه (۱۹۹۳)
- سفر ایزوبل (Die reise van Isobelle) – ۱۹۹۵
- توئی ورو (Tweeverwe) – ۲۰۰۲

### زندگی‌نامه‌ها
- خشونتی شگفت‌انگیز ('n Wonderlike Geweld) – ۲۰۰۵
- مسافر (Reisiger) – ۲۰۱۰
- سرگردانی (Spertyd) – ۲۰۱۷